# Alexis Dufresne
Alexis Dufresne (Temecula, 31 de agosto de 1990), conhecida como Sneaky Zebra, é uma lutadora americana de MMA que, atualmente, atua como Peso Pena. Ela assinou com o UFC em Março de 2014, e em 2015, mudou-se para o Bellator.

## Início de carreira
Alexis fez sua estréia no MMA profissional em 2012. Ela recebeu sua faixa azul em Jiu-Jitsu em 2010, a faixa roxa em 2011, e a marrom em 2013. Ela já competiu e venceu grandes torneios da  Federação Internacional de Jiu-Jitsu Brasileiro, e foi campeã em todas as faixas que já conquistou.
Antes de estrear no UFC, Dufresne compilou um cartel invicto de 5-0, com todas as vitórias vindas por nocaute técnico ou finalização.

### Ultimate Fighting Championship
Alexis faria sua estreia contra Amanda Nunes, no UFC on Fox 11, em 19 de Abril de 2014. Porém, ela lesionou a costela e teve sua estreia adiada.
Dufresne, enfim, fez sua estreia, no The Ultimate Fighter 19 Finale, em 06 de Julho de 2014, enfrentando a também estreante e ex-TUF 18, Sarah Moras. Moras foi apontada vencedora por decisão unânime dos jurados (29-28, 29-28 e 30-27), em uma decisão controversa. O resultado foi contestado por fãs e comentaristas de MMA nas redes sociais e na televisão. Dufresne teve 11 minutos de controle no solo e conseguiu três quedas no combate, de acordo com as estatísticas oficiais do Ultimate, mas Moras acertou 169 golpes, contra 71 da americana.
Em sua próxima aparição, Dufresne lutou contra Marion Reneau, em 03 de Janeiro de 2015, no UFC 182. Em uma luta em que apenas uma atleta mostrou a que veio, a peso-galo Marion Reneau, de 37 anos, dominou e derrotou por unanimidade (30-26, 30-26 e 30-25) uma apática Dufresne na luta de abertura do UFC 182. Após não bater o peso na véspera -  e ser multada em 20% da bolsa - Dufresne não mostrou praticamente nada no combate e sofreu a segunda derrota no UFC e na carreira de sete combates.
Com duas derrotas consecutivas, Dufresne foi demitida da organização.

### Bellator MMA
Dufresne foi programada para fazer sua estreia contra Arlene Blencowe, no Bellator 137, em 15 de Maio de 2015. No entanto, Dufresne engravidou e não pôde lutar, e foi substituída por Adrienna Jenkins.
Ela fará sua estreia contra Marloes Coenen, no Bellator 155, em 20 de Maio de 2016.

## Campeonatos e realizações

### Jiu Jitsu
- IBJJF
  - 2013 - Campeonato Mundial do Torneio Sem Kimono da IBJJF, Faixa Marrom, Peso Médio-Pesado 
  - 2013 - Campeonato Mundial da IBJJF, Faixa Roxa, Peso Médio-Pesado 
  - 2013 - IBJJF Pan Ams, Faixa Roxa, Peso Médio-Pesado 
  - 2012 - IBJJF Pan Ams, Faixa Roxa, Peso Médio-Pesado 
  - 2011 - Campeonato Mundial do Torneio Sem Kimono da IBJJF, Faixa Roxa, Peso Absoluto 
  - 2011 - Campeonato Mundial do Torneio Sem Kimono da IBJJF, Faixa Roxa, Peso Médio-Pesado 
  - 2011 - Campeonato Nacional Americano da IBJJF, Faixa Azul, Peso Médio-Pesado 
  - 2011 - Campeonato Nacional Americano Sem Kimono da IBJJF, Faixa Azul, Peso Absoluto 
  - 2011 - Campeonato Nacional Americano Sem Kimono da IBJJF, Faixa Azul, Peso Semi-Pesado 
  - 2011 - Campeonato Mundial da IBJJF, Faixa Azul, Peso Médio-Pesado 
  - 2011 - IBJJF Pan Ams, Faixa Azul, Peso Absoluto 
  - 2011 - IBJJF Pan Ams, Faixa Azul, Peso Médio-Pesado 
  - 2010 - Campeonato Nacional Americano da IBJJF, Faixa Azul, Peso Semi-Pesado 
  - 2010 - Campeonato Mundial da IBJJF, Faixa Azul, Peso Pesado 
  - 2010 - IBJJF Pan Ams, Faixa Branca, Peso Pesado

## Cartel no MMA
| Cartel no MMA   |            |            |
| 7 lutas         | 5 vitórias | 2 derrotas |
| Por nocaute     | 3          | 0          |
| Por finalização | 2          | 0          |
| Por decisão     | 0          | 2          |

| Res.    | Cartel | Oponente          | Método                  | Evento                               | Data       | Round | Tempo | Local                     | Notas                                                             |
| ------- | ------ | ----------------- | ----------------------- | ------------------------------------ | ---------- | ----- | ----- | ------------------------- | ----------------------------------------------------------------- |
|         |        | Marloes Coenen    |                         | Bellator 155                         | 20/05/2016 |       |       | Boise, Idaho              | Luta não válida pelo título.                                      |
| Derrota | 5-2    | Marion Reneau     | Decisão (unânime)       | UFC 182: Jones vs. Cormier           | 03/01/2015 | 3     | 5:00  | Las Vegas, Nevada         | Peso Casado (138 lbs); Dufresne não bateu o peso.                 |
| Derrota | 5-1    | Sarah Moras       | Decisão (unânime)       | The Ultimate Fighter 19 Finale       | 06/07/2014 | 3     | 5:00  | Las Vegas, Nevada         | Estreia no UFC. Peso Casado (143 lbs); Dufresne não bateu o peso. |
| Vitória | 5-0    | Kim Couture       | TKO (socos)             | RDC MMA: Reto de Campeones 3         | 28/02/2014 | 1     | 0:45  | Cidade do México          |                                                                   |
| Vitória | 4-0    | Catalina Madril   | TKO (socos)             | Gladiator Challenge: Kaboom          | 18/01/2014 | 1     | 1:06  | El Cajon, Califórnia      |                                                                   |
| Vitória | 3-0    | Kathlina Brown    | TKO (socos)             | Xplode Fight Series: Feast or Famine | 16/11/2013 | 1     | 1:34  | Valley Center, Califórnia |                                                                   |
| Vitória | 2-0    | Josephine Esqueda | Finalização (mata-leão) | Gladiator Challenge: Heat Returns    | 28/10/2012 | 1     | 0:39  | San Jacinto, California   |                                                                   |
| Vitória | 1-0    | Christina Marks   | Finalização (triângulo) | Xplode Fight Series: Anarchy         | 22/09/2012 | 1     | 2:20  | Valley Center, Califórnia | Estreia no MMA.                                                   |